# 孤独的生还者
是一部2013年上映的美國战争电影，由彼得·柏格编剧并執導，该电影根据馬庫斯·勒特雷爾和帕特里克·罗賓遜的同名非虛構书籍所改编。该片讲述了2005年美国军方在阿富汗所开展的紅翼行動中的一次事件，在该次行动中，4名负责追踪塔利班领導人艾哈迈德沙阿的美國海軍海豹突击队隊员意外遭遇塔利班武装分子并与之发生交火。最终，仅有一名突击队队员即马库斯·拉特尔成功逃脱，其他三名队员全部牺牲。
柏格在2007年执导電影《全民超人汉考克》时第一次接触到《孤独的生还者》这本书，之后他和拉特尔就将该书改编成电影讨论了数次。2007年8月，环球影业在于其它数家电影公司竞争后取得了该书的电影改编权。为了能重现紅翼行動的场景，柏格研究了拉特尔在书中的对战事的描述，并查阅了尸检报告和该次事件的报告。在2012年执导环球影业的超级战舰之后，柏格重新回到了电影紅翼行動的准备之中。电影于2012年10月在新墨西哥州开始拍摄，共历时42天。拉特尔和其他几位海豹突击队队员担任了该电影的技术顾问，美国陸军的多个部门也对该片的拍摄提供了帮助。
影片于2013年12月5日在美国首映，后于2014年1月10日在北美市场正式上映。该片获得了巨大的票房成功并获得了较好的口碑。大部分的评论家对该片的表演，故事，战斗场景以及柏格的执导给予了高度的评价。但是一部分评论家批评影片过度的将关注点放在了戰鬥场景的塑造而非人物刻画上。最后获得了1.492亿美元的票房，其中1.25亿美元来自北美市场。该片还获得了第86屆奧斯卡最佳音效剪輯和最佳混音奖提名。

## 故事情节
在阿富汗，塔利班領導人艾哈邁德·沙阿主導殺害20多名美國海軍陸戰隊士兵，以及協助美國部隊的村民和難民。為了回應這些殺戮事件，美國海軍海豹突擊隊被派去執行反叛亂行動，以捕捉沙阿。作為任務的一部分，一支由海豹突擊隊組成的四人偵察監視小組負責追踪沙阿的下落。這四名隊員包括了隊長麥可·P·默菲（Michael P. Murphy）、射手兼醫護兵馬庫斯·勒特雷爾（Marcus Luttrell）、聲納技術員馬修·阿克塞爾森（Matthew Axelson）和通訊專家丹尼·迪茨（Danny Dietz）。
該小組被安置到阿富汗的興都庫什山區，他們徒步穿越山脈，並遇到了通訊問題。小組不幸地被當地牧羊人發現
，小組拘留了牧羊人。因為如果釋放牧羊人，牧羊人很有可能會通報塔利班，小組針對是否能殺害牧民分成了兩派。在短暫的辯論後，小組決定釋放牧羊人並放棄任務。在攀山途中，小組被塔利班部隊伏擊，雖然他們殺死了幾名塔利班槍手，但敵軍眾多，小組處於劣勢。數人在交火中都受了傷，他們從懸崖並入了大溝壑，傷勢也逐漸惡化。
儘管他們受傷，小隊仍在高聳的樹林中建立防禦性撤退。Dietz開始失去知覺，向Luttrell大喊大叫，在不知不覺中洩漏了小隊的位置。Murphy和Axelson跳下另一個懸崖逃離，而Luttrell試圖將Dietz抬下山。但Dietz再度中彈，受到撞擊使得Luttrell鬆手，跌下懸崖。受到致命傷的Dietz則留在懸崖頂上死亡。Murphy計劃讓Axelson和Luttrell以火力掩護他爬回懸崖，
以便接收電話信號並通過衛星電話求援。墨菲最終爬上高地，並成功在死前向單位回報小隊的困境，請求協助。
回應墨菲的求救電話，一個海豹突擊隊快速反應部隊小組搭載契努克直升機，在沒有砲艦機陪行的情況下前往現場。當援救小組抵達現場，塔利班擊落了其中一架直升機，殺死了機上的八名海豹突擊隊隊員和八名特種作戰飛行員，包括了指揮官Kristensen，第二架直升機則被迫撤回，Luttrell和Axelson只能繼續自行抵衛。Axelson在殺死幾名進攻的叛亂分子時身亡。當塔特班發現Luttrell時，其中一名叛亂分子發射了火箭推進榴彈，衝擊力將他甩到石縫底部，也讓他躲過了塔利班武裝分子並成功脫逃。
Luttrell蹣跚涉過小河，並被當地的普什圖村民Mohammad Gulab發現。Gulab照顧Luttrell並帶回村中，把Luttrell藏在家裡。Gulab之後派人到最近的美國基地，警示Luttrell的位置。塔利班戰士到達村莊想殺死Luttrell，但是Gulab和村民進行干預，威脅說如果他們傷害Luttrell，就殺死他們。戰士們離開了，但後來返回以懲罰保護Luttrell的村民。Gulab和村民起初能抵禦進攻，在即將抵抗不住時，美軍抵達並擊退塔利班。在感謝拯救他的村民後，Luttrell撤退了。Luttrell幾乎重傷致死，但日後成功康復。
在片後四分鐘的剪輯中，展示了現實生活中的Marcus Luttrell、Mohammad Gulab和在任務中喪生士兵的照片
。結語說明，普什圖村民遵循了以普什圖瓦里為名的傳統榮譽守則，而同意幫助Luttrell。

## 演员
- 馬克·華伯格饰馬庫斯·勒特雷爾（Marcus Luttrell）
- 泰勒·克奇 饰麥可·P·默菲（Michael P. Murphy）
- 艾米尔·荷许 饰丹尼·迪茨（Danny Dietz）
- 本·福斯特 饰馬修·阿克塞爾森（Matthew Axelson）
- 埃里克·巴纳 饰Erik S. Kristensen
- Alexander Ludwig 饰Shane Patton
- Yousuf Azami 饰艾哈邁德·沙夏（Ahmad Shah）
- 阿里·蘇利曼 饰Gulab
- Sammy Sheik 饰Taraq
- Rich Ting 饰 James Suh

## 制作
2012年10月至11月在新墨西哥州取景拍摄了42天。

## 评价
媒体综评60分，烂番茄新鲜度73%，正面评价占主流。
代表性评价：“四位主演的表现都是一流水准，动作戏的爆裂程度令人惊叹”，“作为影片的导演和编剧，伯格显然更愿意将精力放在战斗场面而非政治立场。而几乎贯穿始终的激斗令本片散发出如此可怕的能量和惊人的现实观感”，“片中长达40分钟的战争场面堪称好莱坞历史上最撼人心魄的战斗史诗。这些镜头是如此痛苦和骇人！因为侵略者不是不死之身，他们会流血，可以被击毙”，“正如所有优秀的战争片一样，《紅翼行動》也在动作戏中参杂着道德思索并让其萦绕不去、贯穿始终”，“沃尔伯格依然是当今最可靠的动作影星，天生的大男子外形与不经意间流露出的脆弱，总是让他能够与自己的角色浑然一体”。

## 票房
美国首周末收获3,851万美元列第一位；次周末收获2,323万列第二，累计7,404万。最终美国和加拿大累计1.25亿，全球票房为1.48亿美元。
| 上一届： 《冰雪奇緣》 | 2014年美國週末票房冠軍 第2周 | 下一届： 《佐州自救兄弟》 |

## 外部連結
- 官方网站 （英文）
- 互联网电影数据库（IMDb）上《Lone Survivor》的资料（英文）
- AllMovie上《Lone Survivor》的资料（英文）
- Box Office Mojo上《Lone Survivor》的資料（英文）
- Metacritic上《Lone Survivor》的資料（英文）
- 爛番茄上《Lone Survivor》的資料（英文）
- Lone Survivor（页面存档备份，存于） at History vs. Hollywood （英文）
- 豆瓣电影上《孤独的生还者》的資料 （简体中文）
- 时光网上《孤独的生还者》的資料（简体中文）